# Viktoriya Us
Viktoriya Volodymyrivna Us (en ucraniano: Вікторія Володимирівна Ус; Kiev, 29 de abril de 1993) es una deportista ucraniana que compite en piragüismo en la modalidad de eslalon.
En los Juegos Europeos de Cracovia 2023 consiguió una medalla de oro en la prueba de K1 cross. Participó en tres Juegos Olímpicos de Verano, entre los años 2016 y 2024, ocupando el séptimo lugar en Tokio 2020, en la prueba de C1.

## Palmarés internacional
| Juegos Europeos | Juegos Europeos    | Juegos Europeos | Juegos Europeos |
| Año             | Lugar              | Medalla         | Competición     |
| --------------- | ------------------ | --------------- | --------------- |
| 2023            | Cracovia (Polonia) | Medalla de oro  | K1 cross        |